# Dödsorm
Dödsorm (Acanthophis antarcticus) är en giftsnok som lever i Australien och Nya Guinea. Det är en av världens giftigaste landormar.

## Beskrivning
Dödsormen har ett brett, platt och triangelformat huvud med en smal kropp. Den är ljusbrun med brunsvarta ränder som löper horisontellt längs kroppen. Huggtänderna är längre än de flesta australiska giftsnokars. Ormen kan bli upp till 50 centimeter lång.

## Utbredning
Dödsormen lever längs stora delar av de australiska östra och södra kusterna i Queensland, New South Wales, Victoria och South Australia. De finns i mindre omfattning i Northern Territory, Western Australia och de västra delarna av South Australia. De finns även i Nya Guinea.
De finns i skogslandskap, grässlätter och på hedar längs Australiens östkust. Tack vare sina ränder har den en stor förmåga att kunna kamouflera sig under löv och kvistar.

## Beteende och föda
Dödsormar äter i huvudsak små däggdjur och fåglar. Till skillnad från andra ormar ligger dödsormen och väntar på sitt byte, ofta i flera dagar. Den gömmer sig hopringlad i bakhåll under löv där den rör sin svans som en mask nära sitt huvud. När bytet närmar sig för att undersöka rörelsen, hugger dödsormen snabbt och injicerar sitt gift och väntar därefter på att bytet ska dö innan den äter det.

## Fortplantning
Dödsormen föder sina ungar på sensommaren då honan kan få kullar på 10-20 ungar. Kullar på 30 ungar har noterats. Dödsormar kan bli 20 år gamla.

## Gift
Ormens gift är toxiskt och om inte motgift sätts in är dödstalet bland människor 60 procent. Dödsormen är världens femte giftigaste orm och troligen den snabbaste av de australiska ormarna när det gäller att hugga sitt byte. Dödsormarna försöker till skillnad från många andra ormar inte fly när en människa närmar sig. Detta medför att ormen blir ännu mer farlig för människor. 